# The Next Day
Albums de David Bowie
A Reality Tour
(2010) Nothing Has Changed
(2014)
Singles
1. Where Are We Now?
Sortie : 8 janvier 2013
2. The Stars (Are Out Tonight)
Sortie : 26 février 2013
3. The Next Day
Sortie : 17 juin 2013
4. Valentine's Day
Sortie : 19 août 2013

The Next Day est le vingt-quatrième album studio de David Bowie, sorti en mars 2013.

## Histoire
The Next Day est le premier album studio de Bowie depuis Reality, paru dix ans plus tôt (2003). Son enregistrement, qui s'est étalé de 2010 à 2012, s'est déroulé dans le plus grand secret : aucune information à son sujet n'a filtré dans la presse ou sur les réseaux sociaux, et même le label Sony Music Entertainment, propriétaire de Columbia Records, n'a pas été mis au courant.
L'album est annoncé le 8 janvier 2013, jour du soixante-sixième anniversaire du chanteur britannique. Le même jour, le clip du premier single extrait de l'album, Where Are We Now?, est publié sur le site de Bowie, et la plateforme iTunes propose l'achat du single et la précommande de l'album.
Le 28 février 2013, l'album est disponible à l'écoute en intégralité sur iTunes.

## Réception commerciale
The Next Day débute à la première place des meilleures ventes d'albums au Royaume-Uni, se vendant à 94 028 exemplaires pour sa première semaine. Il s'agit du neuvième album de Bowie à se hisser en première place au Royaume-Uni et le premier depuis Black Tie White Noise, vingt ans auparavant. La semaine suivante, il est à la seconde place des charts, avec 35 671 exemplaires supplémentaires. Il descend à la troisième place en troisième semaine avec 23 157 ventes supplémentaires.
Aux États-Unis, l'album se hisse à la seconde place du Billboard 200 avec 85 000 exemplaires vendus, devenant pour Bowie sa plus grande semaine en termes de ventes de l'ère Nielsen SoundScan et son album le mieux classé au Billboard 200 jusqu'à ce que Blackstar, sorti en janvier 2016, n'atteigne la première place. En décembre 2015, The Next Day s'est écoulé à 208 000 exemplaires.
Par ailleurs, The Next Day s'est classé en tête des charts de nombreux pays tels que la Belgique, la Croatie, la République tchèque, le Danemark, la Finlande, l'Allemagne, l'Irlande, la Nouvelle-Zélande, la Norvège, la Pologne, le Portugal, la Suède et la Suisse, tout en atteignant la deuxième place en Australie, en Autriche, au Canada, en France, en Italie et en Espagne.
L'album s'est vendu à 128 400 exemplaires en France, où il est certifié disque d'or et disque de platine.
Le 8 mai 2013, le vidéoclip de The Next Day est publié sur la chaîne Youtube officielle de David Bowie. Réalisé par Fiora Sigismondi, David Bowie y figure en Christ aux côtés de Marion Cotillard et de Gary Oldman. Mêlant musique rock, iconographie religieuse et sexe, le clip est retiré de Youtube quelques heures après sa publication pour "non-respect des conditions d'utilisation", et il ne sera finalement disponible que pour un public adulte.

## Pochette
La pochette de The Next Day est conçue par le graphiste britannique Jonathan Barnbrook (en), qui a déjà travaillé avec Bowie pour l'artwork de l'album Heathen. Cette pochette reprend celle d'un autre album du chanteur, "Heroes", sorti en 1977. Le titre "Heroes" est rayé d'un trait noir, et un grand carré blanc portant en son centre le titre The Next Day masque la majeure partie de l'ancienne pochette. Selon Barnbrook, elle symbolise « l'oubli ou l'effacement du passé ».

## Titres

### Album original
Toutes les chansons sont écrites et composées par David Bowie, sauf mention contraire.
| No  | Titre                            | Auteur                          | Durée |
| --- | -------------------------------- | ------------------------------- | ----- |
| 1.  | The Next Day                     |                                 | 3:51  |
| 2.  | Dirty Boys                       |                                 | 2:58  |
| 3.  | The Stars (Are Out Tonight)      |                                 | 3:56  |
| 4.  | Love Is Lost                     |                                 | 3:57  |
| 5.  | Where Are We Now?                |                                 | 4:08  |
| 6.  | Valentine's Day                  |                                 | 3:01  |
| 7.  | If You Can See Me                |                                 | 3:15  |
| 8.  | I'd Rather Be High               |                                 | 3:53  |
| 9.  | Boss of Me                       | David Bowie, Gerry Leonard (en) | 4:09  |
| 10. | Dancing Out in Space             |                                 | 3:24  |
| 11. | How Does the Grass Grow?         | David Bowie, Jerry Lordan (en)  | 4:33  |
| 12. | (You Will) Set the World on Fire |                                 | 3:30  |
| 13. | You Feel So Lonely You Could Die |                                 | 4:41  |
| 14. | Heat                             |                                 | 4:25  |

### Éditions spéciales
Au Japon, The Next Day comprend un titre bonus.
| 15. | God Bless the Girl | 4:11 |

L'édition de luxe de l'album comprend trois titres bonus.
| 15. | So She                                                                        |                            | 2:31 |
| 16. | Plan                                                                          |                            | 2:02 |
| 17. | I'll Take You There                                                           | David Bowie, Gerry Leonard | 2:41 |
| 18. | God Bless the Girl (uniquement sur la version japonaise de l'édition de luxe) |                            | 4:11 |

En novembre 2013 apparaît une édition intitulée The Next Day Extra. Elle comprend l'album original, un deuxième CD de remixes et de titres inédits, et un DVD reprenant les clips des quatre singles Where Are We Now?, The Stars (Are Out Tonight), The Next Day et Valentine's Day.
| 1.  | Atomica                                                          |                            | 4:05  |
| 2.  | Love Is Lost (Hello Steve Reich Mix by James Murphy for the DFA) |                            | 10:24 |
| 3.  | Plan                                                             |                            | 2:02  |
| 4.  | The Informer                                                     |                            | 4:31  |
| 5.  | I'd Rather Be High (Venetian Mix)                                |                            | 3:49  |
| 6.  | Like a Rocket Man                                                |                            | 3:29  |
| 7.  | Born in a UFO                                                    |                            | 3:02  |
| 8.  | I'll Take You There                                              | David Bowie, Gerry Leonard | 2:41  |
| 9.  | God Bless the Girl                                               |                            | 4:11  |
| 10. | So She                                                           |                            | 2:31  |

## Personnel
- David Bowie : Chant (sur 1 à 15, 17), production, guitare sur (1, 16), guitare acoustique (sur 3, 13 à 15, 17), arrangements des cordes (sur 1, 3, 15), claviers (sur 4, 5, 7, 10, 11, 15, 17), percussions (sur 16)
- Earl Slick : Guitare (sur 2, 6, 12)
- David Torn : Guitare (sur 1, 3, 7, 10, 11, 13–15, 17)
- Tony Visconti : Guitare (sur 2, 13, 15, 17), basse (sur 6, 12, 15), arrg. des cordes (sur 1, 3, 13–15), ingénieur, mixing, production
- Gerry Leonard : Guitare (sur 1 à 5, 7 à 15, 17), claviers (sur 15)
- Gail Ann Dorsey : Basse (sur 1, 3, 4, 10, 11, 13, 14, 17), chœurs (sur 3, 7, 9, 11, 12, 13, 17)
- Tony Levin : Basse (sur 2, 5, 7, 8, 9)
- Henry Hey – piano (sur 5, 13)
- Zachary Alford : Batterie (sur 1 à 5, 7 à 11, 13 à 17), percussions (sur 7)
- Sterling Campbell : Batterie (sur 6, 12), tambourin (sur 12)
- Steve Elson : Saxophone baryton (sur 2, 3, 9), Clarinette contrebasse (sur 3)
- Janice Pendarvis : Chœurs (sur 3, 9, 12, 13, 17)
- Maxim Moston, Antoine Silverman, Hiroko Taguchi, Anja Wood : Cordes (sur 1, 3, 13–15)

### Classements
| Classement (2013)                  | Meilleure position |
| ---------------------------------- | ------------------ |
| Allemagne (Media Control AG)       | 1                  |
| Australie (ARIA)                   | 2                  |
| Argentine (CAPIF)                  | 1                  |
| Autriche (Ö3 Austria Top 40)       | 2                  |
| Belgique (Flandre Ultratop)        | 1                  |
| Belgique (Wallonie Ultratop)       | 1                  |
| Canada (Canadian Albums)           | 2                  |
| Danemark (Tracklisten)             | 1                  |
| Espagne (Promusicae)               | 2                  |
| États-Unis (Billboard 200)         | 2                  |
| Finlande (Suomen virallinen lista) | 1                  |
| France (SNEP)                      | 2                  |
| Irlande (IRMA)                     | 1                  |
| Italie (FIMI)                      | 2                  |
| Norvège (VG-lista)                 | 1                  |
| Nouvelle-Zélande (RIANZ)           | 1                  |
| Pays-Bas (Mega Album Top 100)      | 1                  |
| Portugal (AFP)                     | 1                  |
| Royaume-Uni (UK Albums Chart)      | 1                  |
| Suède (Sverigetopplistan)          | 1                  |
| Suisse (Schweizer Hitparade)       | 1                  |
| Corée du Sud (Gaon)                | 55                 |
| Mexique (Top 100 Mexico)           | 13                 |
| Japon (Oricon)                     | 5                  |

### Ventes et certifications
| Pays        | Organisme | Certification | Vente   |
| ----------- | --------- | ------------- | ------- |
| Allemagne   | BVMI      | Or            | 100 000 |
| Autriche    | IFPI      | Or            | 10 000  |
| Canada      | CRIA      | Or            | 40 000  |
| France      | SNEP      | Platine       | 142 000 |
| Italie      | FIMI      | Or            | 30 000  |
| Royaume-Uni | BPI       | Or            | 100 000 |
| Suède       | GLF       | Or            | 20 000  |
| Suisse      | IFPI      | Or            | 15 000  |